# 브레인스톰 (1965년 영화)
브레인스톰(Brainstorm)은 미국에서 제작된 윌리엄 콘래드 감독의 1965년 스릴러, 드라마 영화이다. 제프리 헌터 등이 주연으로 출연하였고 윌리엄 콘래드 등이 제작에 참여하였다.

## 출연

### 주연
- 제프리 헌터
- 앤 프란시스

### 조연
- 데이나 앤드루스
- 비브카 린드포스
- 스테이시 해리스
- 캐시 브라운
- 필립 파인
- 마이클 페이트
- 로버트 맥퀴니
- 스트로더 마틴
- 조안 스위프트
- 조지 펠링
- 빅토리아 페이지 메이어링크
- 스티븐 로버츠
- 팻 카디
- 프랭크 베이커
- 해리 바텔
- 윌리엄 콘래드
- 로베르토 콘트레라스
- 이사벨 쿨리
- 조지 드노맨드
- 바바라 도드
- 비프 엘리어트
- 파멜린 페르딘
- 스티브 아이냇
- 바이른 키스
- 케너 G. 켐프
- 리차드 키엘
- 로이드 키노
- 찰스 맥스웰
- 조셉 멜
- 존 미첨
- 레이 몽고메리
- 조지 N. 네이즈
- 제임스 오하라
- 빌 퀸
- 웬디 러셀
- 제프리 세이리
- 제임스 세이
- 알프레드 쉘리
- 할 타가트
- 줄리 반 잰트

## 제작진
- 세트: 호일 바렛